# Orson Hodge
Pour les articles homonymes, voir Hodge.
Orson Hodge est le nom d'un personnage du feuilleton Desperate Housewives, joué par Kyle MacLachlan.

## Histoire du personnage

### Saison 2
Orson Hodge apparaît pour la première fois dans l'épisode 19 de la saison 2 quand Susan Mayer s'assied auprès de lui au cinéma pour faire croire à Mike Delfino qu'elle a refait sa vie. C'est un dentiste de renom. Quand Mike se fait soigner chez lui après s'être bagarré avec Karl Mayer, il pense le reconnaître.
Il devient un assez bon ami de Susan en l'aidant après l'incendie qui a ravagé la maison de cette dernière. À la fin de la saison 2, il percute volontairement Mike avec sa voiture, ce qui plonge celui-ci dans le coma et lui cause une amnésie rétrograde. Il va voir une amie à l'hôpital psychiatrique de Fairview, où il croise Bree Van de Kamp qu'il avait brievement croisé après l'incendie de la maison de Susan. Dans les dernières minutes de la saison 2, on voit Orson rendre visite à Bree, après « sa grande évasion ».
On nous laisse alors penser que Bree et Orson pourraient être ensemble dans la saison suivante.

### Saison 3
Au début de la saison 3, il devient l'ami de Bree Van de Kamp, internée dans un hôpital psychiatrique pour dépression et plus tard, se marie avec elle. Ils ont en commun le goût pour ce qui est ordonné, sont tous deux tatillons sur le ménage et la propreté.
Cependant, dans le premier épisode de cette saison, Carolyn Bigsby l'accuse d'avoir tué sa première femme, Alma, comme l'a sous-entendu l'introduction de la saison 3 dans ce même épisode.
Orson est soupçonné par la meilleure amie d'Alma, Carolyn Bigsby, ainsi que par Susan, d'avoir tué sa première femme, Alma, qui s'est mystérieusement évaporée. Cependant, au bout de huit mois, elle finit par réapparaitre et s'installe dans l'ancienne propriété de Betty Applewhite, au grand regret d'Orson. Par la suite, Orson est également soupçonné d'avoir tué Monique Pollier, sa maîtresse.
En plus de cela, sa mère, Gloria, refait surface dans sa vie et vient s'installer chez lui afin de semer la confusion dans son couple.
Lorsque Mike se remémore la soirée du meurtre de Monique et qu'il voit Orson dans son flash, il poursuit celui-ci sur le parking en haut de l'hôpital et se bat avec lui, occasionnant la chute accidentelle d'Orson du sommet de la tour de l'hôpital. Dans l'épisode suivant, on le voit durant l'introduction où il est dit que ce n'était pas sa vie qui défila mais le souvenir du soir du meurtre de Monique : on y apprend que la mère d'Orson s'était rendue chez Monique dans le but de l'éloigner de lui puisqu'il s'était engagé avec Alma, et en réalité, c'est elle qui a assassiné Monique avec la clé à molette de Mike.
Orson ne pouvait la dénoncer à la police car Gloria comptait leur dire qu'Orson a laissé son père mourir, ce qui l'aurait condamné pour non-assistance à personnes en danger, en réalité, c'est Gloria qui a egalement assassiné Edwin, le père d'Orson, et a « maquillé » la scène pour faire croire à un suicide.
Orson, encore en convalescence, apprend que sa mère est seule chez lui avec Bree. Il s'enfuit de l'hôpital, découvre Andrew inconscient et surprend Gloria, couteau à la main, sur le point de tuer Bree dans la baignoire où elle l'a préalablement plongée. Il sort Bree de la baignoire puis découvre Gloria étalée par terre en train d'agoniser. Sans alerter les secours, il dépose le corps de Gloria à côté du corps inerte de son ex-femme Alma, morte après être tombée de son toit.
Orson rend une dernière visite à sa mère à l'hôpital : Gloria est totalement paralysée, incapable de parler, et il la prévient qu'il ne viendra plus jamais la voir.
Après tous ces évènements Orson rentre chez lui.

### Saison 4
Durant cette saison, la vie et les mésaventures d'Orson vont être centrées sur la fausse maternité de sa femme, Bree, qui cache sa fille, Danielle vraiment enceinte dans un couvent. Il aidera Bree à mentir et se faire passer pour une future mère aux yeux de tous.
Notamment, lorsqu'il faut trouver une excuse quand quelqu'un veut toucher le ventre de Bree ou veut s'en approcher. Bree pourra toujours compter sur son soutien et son aide.
Puis, le bébé de sa fille naît le soir d'Halloween, et Bree parvient à convaincre sa fille de lui confier la garde de l'enfant et de le faire passer pour le sien et celui d'Orson.
Ainsi, même si le nouveau-né, Benjamin, n'est pas réellement de son sang, Orson le considère comme son propre fils.
Un jour où Mike lui fait des excuses, Orson a un mauvais déclic et commence à se remémorer et à regretter énormément d'avoir renversé Mike (fin saison 2), cela l'obsèdera tellement qu'il en deviendra somnambule. Un soir, la fille de Susan, Julie, le surprend déclarant « désolé de t'avoir renversé Mike ». Julie n'ose pas mais finit par le dire à Mike. Il va le voir et lui demande si c'est lui qui l'a renversé volontairement. Orson avoue et, voyant qu'il regrette son geste, Mike lui pardonne. Le soir, Mike fait part à Susan de ce qu'Orson lui a dit : Susan va alors chez Bree et lui révèle que c'est lui qui a renversé Mike en voiture.
Mike lui a pardonné, Susan ne veut plus le voir, mais Bree ne lui pardonne pour aucune excuse et le met à la porte. Elle lui dit cependant que s'il veut vraiment qu'elle lui pardonne, il devra aller se rendre à la police. Il refuse et va à l'hôtel, mais un soir où il était venu voir Bree, Edie Britt les croise et propose de l'accueillir chez elle. Bree lui en veut et est désagréable avec elle, alors Edie, pour se venger, séduit Orson et un soir, après avoir bu plusieurs verres de cocktail, ils s'embrassent et sont vus par Bree. Celle-ci en veut à Edie et à Orson et refuse de partager la garde de Benjamin avec Orson, qui sur un papier écrit tout ce qu'ils ont fait tous les deux lorsqu'ils simulaient la grossesse de Bree. Edie trouve le papier et fait du chantage à Bree. Celle-ci décide de tout révéler à ses amies et elles vont voir Edie en lui déclarant que désormais elles l'ignoreront totalement. C'est ce qui fera partir Edie de Wisteria Lane. Orson continue de vouloir retourner avec Bree mais sans aller en prison, et la suit dans tous ses déplacements. Il ira même jusqu'à se battre avec le prêtre qui avait tenté de séduire Bree.
À la fin de la saison, c'est-à-dire, 5 ans plus tard, on voit qu'Orson est finalement revenu à la maison et Bree et lui toujours aussi amoureux.

### Saison 5
La saison 5 se déroule 5 ans après la fin de la saison 4. Orson est sorti de prison. Il a fait ce sacrifice pour que Bree lui pardonne. Mais il a tout perdu, notamment son emploi de dentiste, il se retrouve donc sans emploi. Il entre dans le groupe de rock de Dave. Bree engage son mari au grand dam de Katherine. Sentant que Bree est plus concentrée sur son entreprise que sur son mariage, Orson se met à voler de petits objets chez ses voisins: un acte que sa femme ne peut pas contrôler.
Il lui fait du chantage : il arrête si Bree vend son entreprise. Elle refuse, il continue. Un soir, une voisine lui donne un coup de batte de baseball, alors qu'il tentait de cambrioler la vieille dame. En sortant, groggy, il contraint Edie à sortir de la route, ce qui la tuera. Il découvre que son épouse a manigancé un cambriolage dans sa maison, et qu'elle souhaite divorcer.

### Saison 6
Pour se séparer d'Orson, Bree le met en relation avec un de ses anciens compagnons de cellule, pour qu'il viole sa liberté conditionnelle afin de pouvoir lui faire du chantage. Bree demande le divorce, et Orson accepte, mais lors de la fête de Noël, il apprend que Karl est l'amant de Bree, et les deux hommes se battent dans une petite maison. Bree les rejoint, mais un avion en perdition arrive sur Wisteria Lane et détruit totalement la petite maison. Orson est paralysé, Karl est tué, et Bree est légèrement blessée et sous le choc.
Bree et Orson se réconcilient après une période durant laquelle Orson fera tout pour se rendre insupportable, en traitant Bree comme une esclave. Après avoir accepté sa nouvelle condition de personne en situation de handicap, il redeviendra aimant avec elle, et ils se pardonneront leurs écarts mutuels.
Cependant, à la fin de la saison, en raison de l'apparition puis du départ forcé du fils caché de Rex, Sam, Orson découvre que Bree a protégé son fils Andrew, en taisant le fait qu'il avait renversé avec sa voiture la mère de Carlos Solis, dans la saison 1, alors qu'elle avait exigé de lui qu'il aille en prison pour avoir renversé Mike, dans la saison 4. Orson réalise que Bree n'a pas été fidèle avec ses principes d'honnêteté et d'intégrité morale, et il la quitte.

### Saison 7
Orson fait un bref retour dans la saison 7, où lui et Bree signent les papiers du divorce, mettant ainsi fin officiellement à leur mariage. Ils semblent se quitter en très bons termes, Bree demandant même à Orson s'il participera toujours à des dîners de famille ou à d'autres événements qu'elle organise. Orson est d'accord. Cependant, Bree a un choc lorsqu'elle apprend qu'il a commencé une relation avec sa kinésithérapeute, Judy.
Orson suggère à Bree de commencer un projet pour s'occuper et ne pas tomber dans la dépression. Au début, elle ignore ses conseils, mais finalement elle décide de redécorer sa maison et tombe amoureuse de son entrepreneur, Keith Watson. Quelques épisodes plus tard, Orson revient, affirmant que Judy l'a quitté et Bree lui permet de rester avec elle et Keith. Au cours du dîner, Orson montre clairement qu'il ne pense pas que Keith est quelqu'un qui correspond à Bree car ils n'ont rien en commun, et les deux hommes finissent par se battre avec de la nourriture. Bree décide d'aller voir Judy, et elle apprend qu'en réalité c'est Orson qui l'a quittée, car il est toujours amoureux de Bree.
Orson finit par avouer et est convaincu que Bree ne peut pas être heureuse avec un homme si différent d'elle. Bree permet à Orson de rester avec eux, mais insiste sur le fait qu'elle a changé et est très bien avec Keith maintenant. Comme Orson n'apparaît pas dans les épisodes suivants, on peut supposer qu'il a quitté la maison de Bree.

### Saison 8
Orson réapparaît dans la saison 8 et fait croire à Bree que Lynette, Gaby et Susan l'ont appelé. Il sauve Bree un soir lorsqu'un homme tente de la violer sur le parking du pub qu'elle fréquentait, puis se réinstalle avec elle.
Il la manipule pour lui faire croire que ses amies sont contre elle dans le but de la garder auprès de lui. Grâce à cela, il la convainc de quitter Wisteria Lane.
On apprend à la fin de l'épisode 14 qu'il suivait Bree régulièrement en voiture, qu'il a assisté au déplacement du corps d'Alejandro et qu'il est l'auteur des lettres anonymes envoyées à Bree. Pendant l'épisode 15, celle-ci le découvre en apercevant dans ses poubelles des photos et autres éléments compromettants, et lui ordonne de sortir de sa vie.
Orson, abattu, l'appelle à la fin de l'épisode et lui fait comprendre qu'il compte se suicider, c'est alors qu'on l'aperçoit poster un courrier destiné à la police. Il n'apparaît plus ensuite, et son état ne fut jamais réellement confirmé.

## L'intrigue d'Orson Hodge
Orson Hodge est le personnage au centre de l'intrigue principale de la saison 3. Avant d'habiter avec Bree, il habitait sur Lake View, à Fairview.
Orson s'est marié une première fois avec Alma. Cette dernière est tombée enceinte, ce qui a poussé Orson à l'épouser, alors qu'il ne l'aimait pas. Alma a fini par avoir une fausse couche. Bien que cette dernière tenait à Orson, elle ne lui inspirait que du mépris. Elle décide un jour de le quitter, en apprenant qu'il ait une liaison caché. Ce dernier, rentrant chez lui pour se changer à cause d'une tache sur sa veste (il partait au travail), surprend sa femme avec ses valises sur le point de partir. Au début de la saison, on pense qu'il l'a tué, ne supportant pas être contredit. Il sera accusé du meurtre d'Alma, car cette dernière n'a depuis donné aucun signe de vie. Mais en réalité, Alma est bel et bien partie du domicile conjugal, ce que ne savait pas Carolyn Bigsby, qui accusa Orson de meurtre de façon paranoïaque.
Orson avait eu une liaison avec Monique Pollier, une hôtesse de l'air, plus ou moins stable sentimentalement. Celle-ci avait eu aussi une liaison avec le mari de Carolyn Bigsby. Elle tenta également de séduire Mike Delfino, venu chez elle un soir pour réparer une fuite à son évier. N'ayant pas les outils nécessaires, Mike doit aller chez le quincailler, et dit qu'il reviendra dans 2 h. Entretemps, Orson arrive chez Monique, avec « une bonne nouvelle » (sans doute le fait qu'Alma soit partie). Quand il arrive dans la cuisine, il découvre Monique inanimée. La mère d'Orson l'a tuée en lui donnant un coup de clef à molette sur la tête, soi-disant par légitime défense : Monique se serait ruée sur elle après que Gloria lui aurait demandé de ne plus revoir son fils.
Sous le choc, Orson veut appeler la police pour dénoncer sa mère. Mais cette dernière lui fait du chantage. Mike Delfino arrive alors à ce moment-là. Les Hodge cachent le corps derrière l'îlot central de la cuisine. Quand Mike arrive, Orson se relève et dit à Mike qu'il n'a plus besoin de ses services, tout en lui donnant de l'argent et en lui rendant sa clef à molette.
« Tu t'en es étonnement bien sorti » dixit Gloria Hodge. Ces deux vont alors enterrer le corps de Monique dans un parc. Alors qu'Orson creuse un trou, Gloria arrache les dents de Monique pour qu'on ne puisse pas l'identifier grâce à son dossier dentaire. Révolté, Orson jette sa mère dans le trou, et lui brise le col du fémur.
Mike sera accusé du meurtre de Monique, mais finalement relaxé.
Dans l'épisode 3x11, Alma fait son retour, voulant se faire pardonner. Elle achète la maison no 4351 Wisteria Lane. Elle habite avec Gloria. Ces deux dernières mettent en œuvre un plan pour que Orson revienne : Alma viole Orson en le droguant, pour tenter de tomber enceinte et par conséquent provoquer le retour de Orson à ses côtés.
Mais Orson ne veut pas et Gloria décide de prendre les choses en main. Elle enferme Alma dans une pièce, et décide de tuer Bree. Mais Alma arrive à s'échapper par la fenêtre, tombe du toit et meurt sur le coup (3x15). Gloria est arrêtée avant par Orson (il était à l'hôpital après sa chute du toit de l'hôpital, après une bagarre entre lui et Mike), et devient complètement paralysée des membres inférieurs après une attaque.
L'intrigue d'Orson Hodge est relativement courte (3x01 à 3x15) mais cependant assez captivante. L'histoire a été menée de telle sorte qu'on accuse Orson de deux meurtres ; mais il est en réalité tout à fait innocent. Contrairement à Betty Applewhite (saison 2), son personnage reste au-delà d'une seule saison. Il est par la suite beaucoup plus léger et drôle, bien que la vérité sur la tentative de meurtre sur Mike Delfino dans la saison 4 nous montre la culpabilité d'Orson.

## Anecdotes
- Alma, Monique et Bree sont toutes les trois rousses. On en déduit qu'il est fort attiré par cette couleur de cheveux. Alma le lui fait d'ailleurs remarquer dans la saison 3 (3x11).
- Le personnage était à l'origine censé être méchant, mais il était si charismatique et Bree et lui allaient si bien ensemble que les scénaristes ont modifié le scénario pour qu'il devienne gentil et reste dans la série. Il devient finalement méchant à la fin de la saison 8.